# Departamento de Mayo-Louti
Mayo-Louti es un departamento de la región Norte de Camerún. En noviembre de 2005 tenía una población censada de 391 326 habitantes.
Está formado por los siguientes municipios:
- Figuil 67,997
- Guider 223,503
- Mayo-Oulo 99,826